# Луэнго, Беатрис
Беатрис Луэнго (исп. Beatriz Luengo González; род. 23 декабря 1982, Мадрид) — испанская певица, актриса

 и танцовщица

, известная по роли Лолы в сериале «Танцы под звёздами».

## Биография
Беатрис с детства мечтала стать актрисой. Вскоре поступила в Королевскую академию танцев, где изучала балетные танцы и фламенко. Переломным моментом в её карьере стал 2002 год, когда она получила одну из главных ролей в сериале «Танцы под звёздами» (исп. Un Paso Adelante; букв. Шаг вперёд). С тех пор актриса снялась ещё в пяти фильмах и стала известна не только у себя на родине, но и за рубежом.
В 2005 Беатрис начала музыкальную карьеру, выпустив свой дебютный альбом «Mi Generación». В настоящий момент выпущено пять альбомов, один из которых («Pretendo Hablarte») имеет статус платинового.

## Фильмография

### Фильмы
- 2001: Pasión adolescente
- 2008: 1860, l’esprit des ombres
- 2008: La hija de la Aurora
- 2009: TinkerBell And The Lost Treasure
- 2010: Sweet Dreams

### Телесериалы
- 1993-1995: El Circo de Rita y Miliki (musical program)
- 1999: Robles, Investigador Privado
- 2000: Periodistas: Candela
- 2000: Policías, en el corazón de la calle: Toñi
- 2001: El Comisario
- 2002-2005: Un paso adelante: Lola Fernández
- 2006: Empieza el espectáculo (musical program)
- 2006: El Desafío Bajo Cero (artistic skating)
- 2009: La hora de José Mota

## Дискография

### Альбомы
- 2005: Mi generación
- 2006: BL
- 2008: Carrousel
- 2011: Bela Y Sus Moskitas Muertas

### Синглы
- 2005: Mi Generación
- 2005: Go Away
- 2006: Hit Lerele
- 2008: Pretendo hablarte
- 2009: Dime
- 2011: Como Tú No Hay 2

#### Песни, не вошедшие в альбомы
- May Yo Lo